# 東海旅客鉄道静岡支社

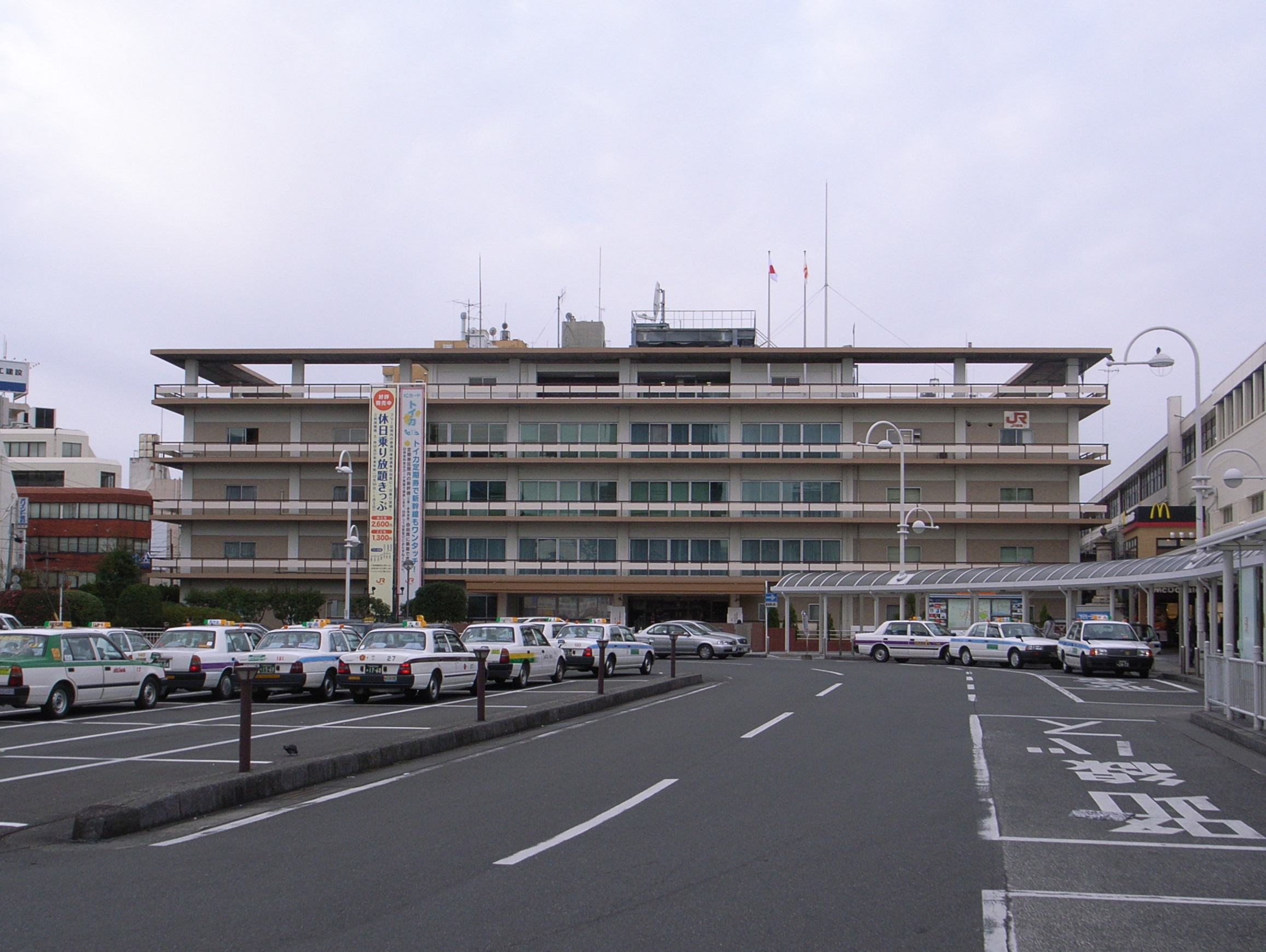
静岡駅南口駅前広場に面する東海旅客鉄道静岡支社

東海旅客鉄道静岡支社（とうかいりょかくてつどうしずおかししゃ）は、静岡県静岡市にある東海旅客鉄道（JR東海）東海鉄道事業本部の支社。旧国鉄静岡鉄道管理局の流れを汲んでいる。
なお当記事では、配下の各乗務員区所についても併せて記述する。

## 支社所在地
静岡県静岡市葵区黒金町4番地（JR静岡駅南口ロータリー西側）

## 管轄路線
静岡県を中心に山梨県、神奈川県の一部を管轄する。
路線
※営業上の管轄路線を記載した上で、鉄道資産上の境界について注釈する。なお、◇が付いた路線は全線が管理区間内に入っている路線である。
| 路線名       | 区間                               | 備考                                                                               |
| ------------ | ---------------------------------- | ---------------------------------------------------------------------------------- |
| 東海道新幹線 | （三島駅・静岡駅・掛川駅・浜松駅） | 左記4駅の駅運転・営業業務のみ担当 列車運行・線路設備管理は新幹線鉄道事業本部の管轄 |
| CA東海道本線 | 熱海駅 - 新所原駅                  |                                                                                    |
| ◇CB御殿場線  | 国府津駅 - 沼津駅                  |                                                                                    |
| ◇CC身延線    | 富士駅 - 甲府駅                    |                                                                                    |

- 静岡県内の飯田線（出馬駅 - 小和田駅）は東海鉄道事業本部の直轄。
- 静岡県内の伊東線（東海道本線と接続する熱海駅を含む）はJR東日本横浜支社の管轄。

なお、旧国鉄静岡鉄道管理局との相違点は次のとおり。
- 丹那トンネルは東京南局管内
- 身延線金手駅 - 甲府駅間は東京西局管内
- 東海道本線は豊橋駅構内までが静岡局管内
- 飯田線は全線静岡局管内（ただし辰野駅構内は長野局）

## 駅長配置駅
JR東海は主要駅に駅長を配置して、その周辺の駅を管轄する管理駅としている。静岡支社管内の駅長配置駅とその管轄範囲（　）は次の通り。
- 三島駅（函南駅・三島駅）
- 沼津駅（沼津駅 - 原駅間）
- 富士駅（東田子の浦駅 - 富士駅間）
- 不明（富士川駅 - 由比駅間）
- 清水駅（興津駅 - 草薙駅間）
- 静岡駅（東静岡駅 - 用宗駅間）
- 焼津駅（焼津駅・西焼津駅）
- 藤枝駅（藤枝駅・六合駅）
- 島田駅（島田駅・金谷駅）
- 掛川駅（菊川駅・掛川駅）
- 袋井駅（愛野駅・袋井駅）
- 磐田駅（御厨駅 - 豊田町駅間）
- 浜松駅（天竜川駅 - 舞阪駅間）
- 鷲津駅（弁天島駅 - 新所原駅間）
- 松田駅（下曽我駅 - 谷峨駅間）
- 御殿場駅（駿河小山駅 - 富士岡駅間）
- 裾野駅（岩波駅 - 大岡駅間）
- 富士宮駅（柚木駅 - 稲子駅間）
- 身延駅（十島駅 - 鰍沢口駅間）
- 南甲府駅（市川大門駅 - 金手駅間）

## 指令所
- 静岡総合指令所

## 車両基地
- 静岡車両区「静シス」

## 乗務員区所
当支社の配下にある、運転士及び車掌の所属する部署を掲げる。
静岡運輸区を除く各運輸区に電留線があり車両基地としての役割も兼ねるが、車両の配置は無く折り返し列車などの整備や留置の機能のみとなっている。

### 静岡運輸区
静岡支社裏手に所在（北緯34度58分14.58秒 東経138度23分17.05秒 / 北緯34.9707167度 東経138.3880694度）。2000年（平成12年）12月2日に静岡運転所の乗務員部門（車両部門は静岡車両区に分離）と静岡車掌区が統合して発足した。

#### 乗務範囲
2015年（平成27年）3月14日より「サンライズ瀬戸」・「サンライズ出雲」の担当車掌が各旅客会社内完結に変更となったことに伴い同日より浜松駅 - 熱海駅間の上り列車の乗務を担当している。JR東海の車掌の定期寝台特急への乗務は分割民営化後初めてのこととなる。

### 富士運輸区
富士市の富士駅の西方1kmほどの場所にあり、同駅と構内側線で結ばれている。

#### 歴史
- 1987年3月1日 - 民営化を前にした国鉄車両基地呼称変更で富士電車区から富士運転区に改称[7]。

### 沼津運輸区
沼津駅から東に500mのところに留置線がある。沼津駅高架化に関連して、沼津駅 - 片浜駅間の線路北側に移設される予定である。

#### 歴史
- 1987年3月1日 - 民営化を前にした国鉄車両基地呼称変更で沼津機関区から沼津運転区に改称[7]。

### 浜松運輸区
浜松市に所在し、日本貨物鉄道（JR貨物）西浜松駅の北側に隣接している。

#### 構造
浜松駅西側から分岐する引き上げ線で本線と接続し、12本の電留線・入出区線・機回線・機関車検修庫などで構成されている。最も北側の授受線は伊場遺跡公園内を経て、浜松工場の構内に通じている。この授受線は浜松駅の高架化事業の際に建設されたものである。同時に廃止された元の引込み線跡は「掘溜ポッポ道」という遊歩道に整備されている。その後浜松工場が新幹線車両の検修に特化し在来線車両の検修作業を取り止めたため、浜松工場内に繋がる引込線は廃止撤去された。
通常使用されるのは電留線のみで、浜松駅で折り返す列車の仕業検査や清掃作業、夜間滞泊に充てられている。それ以外は休車中の車両の留置線として使われることが多く、廃車解体を待つ車両も留置される。

#### 乗務範囲
2015年（平成27年）3月14日より「サンライズ瀬戸」・「サンライズ出雲」の担当車掌が各旅客会社内完結に変更となったことに伴い、同日より下り列車の熱海駅－浜松駅間で乗務を担当している。JR東海の車掌が定期寝台特急へ乗務するのは、分割民営化後初めてのこととなる。

#### 歴史
日本国有鉄道（国鉄）時代の浜松機関区、浜松客貨車区を前身とする。過去の浜松機関区には蒸気機関車やEF58形・EF60形電気機関車などが多数配置され、東海道本線・山陽本線の長距離列車を中心に運用されていた。お召し列車牽引専用のEF58 60（後にお召し指定解除、お召し予備機となる）も終始、当機関区の配置であった。
1984年のEF58形の配置終了後は、下関運転所に転属したEF62形が配備されたが、郵便・荷物列車の廃止に伴い姿を消すこととなった。この時点で浜松機関区配置の機関車は皆無となっている。
国鉄分割民営化直前までにこれらの機関車が全廃され、もっぱら留置のみとなっている。かつての所属略号は「浜」であった。廃止となった浜松機関区の検修庫は近年まで存置されていたが、後にすべて撤去され、跡地は廃車となった車両の解体場となっている。